# Abierto de los Estados Unidos 2018 (golf)
El Abierto de los Estados Unidos 2018 fue la edición 118.ª, se programó para empezar el 14 de junio hasta 17 de junio en el Shinnecock Hills Golf Club en Shinnecock Hills, Nueva York, a 150 kilómetros al este de la ciudad de Nueva York en Long Island. Este fue el quinto Abierto de Estados Unidos y la quinta en importancia que tuvo lugar en el curso.

## Campo
| Hole   | 1   | 2   | 3   | 4   | 5   | 6   | 7   | 8   | 9   | Ida   | 10  | 11  | 12  | 13  | 14  | 15  | 16  | 17  | 18  | Vuelta | Total |
| ------ | --- | --- | --- | --- | --- | --- | --- | --- | --- | ----- | --- | --- | --- | --- | --- | --- | --- | --- | --- | ------ | ----- |
| Yardas | 399 | 252 | 500 | 475 | 589 | 491 | 189 | 439 | 485 | 3,819 | 415 | 159 | 469 | 374 | 519 | 409 | 616 | 180 | 485 | 3,626  | 7,445 |
| Par    | 4   | 3   | 4   | 4   | 5   | 4   | 3   | 4   | 4   | 35    | 4   | 3   | 4   | 4   | 4   | 4   | 5   | 3   | 4   | 35     | 70    |

## Jugadores
Alrededor de la mitad del campo consistirá de jugadores que están exentos de la clasificación para el Abierto de los Estados Unidos. Cada jugador se clasifica de acuerdo a la primera categoría en la que se clasificó, y otras categorías se muestran entre paréntesis. Fechas cuando será determinado completamente una categoría de clasificación se indican en cursiva.
1. Los ganadores del Abierto de los Estados Unidos del campeonato durante los últimos diez años.
Lucas Glover, Dustin Johnson (12), Martin Kaymer, Brooks Koepka (11,12), Graeme McDowell, Rory McIlroy (6,7), Justin Rose (12), Webb Simpson (12), Jordan Spieth (5,6,12), Tiger Woods
2. El ganador y finalista del US Amateur Championship 2017
Doug Ghim (a), Noah Goodwin (a), Matt Parziale (a), Doc Redman (a)
3. El ganador del Campeonato Amateur 2017
Harry Ellis (a)
4. El ganador del Mark H. McCormack medalla 2017 (hombres Mundial Amateur de Golf Clasificación)
- Joaquín Niemann perdió su exención al convertirse en profesional .

5. Los ganadores del torneo de maestros durante los últimos cinco años
Sergio García (12), Patrick Reed (12), Bubba Watson, Danny Willett
6. Los ganadores The Open Championship durante los últimos cinco años
Zach Johnson, Phil Mickelson, Henrik Stenson
7. Los ganadores del Campeonato de la PGA durante los últimos cinco años
Jason Day (8,12), Jason Dufner (12), Justin Thomas (11,12), Jimmy Walker
8. Los ganadores de The Players Championship durante los últimos tres años
9. El ganador del Europeo Tour BMW PGA Championship 2018
10. El ganador del Campeonato US Open Superior 2017
Kenny Perry
11. Los 10 con scorers más bajos en empatar en el décimo lugar en el Abierto de los Estados Unidos 2017
Tommy Fleetwood, Rickie Fowler (12), Bill Haas, Brian Harman (12), Charley Hoffman (12), Hideki Matsuyama (12), Trey Mullinax, Xander Schauffele (12), Brandt Snedeker
12. Los jugadores que se clasificaron para la que cierra la temporada Tour Championship 2017
Daniel Berger, Patrick Cantlay, Paul Casey, Kevin Chappell, Tony Finau, Adam Hadwin, Russell Henley, Kevin Kisner, Matt Kuchar, Marc Leishman, Pat Perez, Jon Rahm, Kyle Stanley, Jhonattan Vegas, Gary Woodland
13. Las 60 mejores líderes de punto del 21 de mayo de 2018 de la Clasificación Mundial Oficial
Kiradech Aphibarnrat, Rafael Cabrera-Bello, Bryson DeChambeau, Ross Fisher, Matthew Fitzpatrick, Dylan Frittelli, Branden Grace, Chesson Hadley, Tyrrell Hatton, Charles Howell III, Satoshi Kodaira, Alexander Lévy, Li Haotong, Luke List, Francesco Molinari, Alexander Norén, Louis Oosthuizen, Ian Poulter, Chez Reavie, Charl Schwartzel, Cameron Smith, Brendan Steele, Peter Uihlein
14. Los 60 mejores líderes de punto del 11 de junio de 2018 la clasificación oficiales del golf
An Byeong-hun, Emiliano Grillo
15. Excepciones especiales dadas por la USGA
Ernie Els, Jim Furyk
Los demás concursantes que ganaron sus lugares por los calificadores seccionales.
- Japón: Shota Akiyoshi, David Bransdon, Liang Wenchong
- Inglaterra: Dean Burmester, Ryan Fox, Scott Gregory, Andrew Johnston, Tom Lewis, James Morrison, Thorbjørn Olesen, Matthieu Pavon, Richie Ramsay, Kristoffer Reitan (a), Jason Scrivener, Matthew Southgate, Matt Wallace, Paul Waring
- Estados Unidos:

- Daly City, California: Shintaro Ban (a), Franklin Huang (a,L), Park Sung-joon, Rhett Rasmussen (a,L), Yu Chun-an (a)
- Jupiter, Florida: Luis Gagne (a,L), Ty Strafaci (a,L), Richy Werenski
- Roswell, Georgia: Roberto Castro, Michael Hebert (L), Garrett Rank (a,L)
- Rockville, Maryland: Mickey DeMorat (L), Cole Miller (L), Sebastián Muñoz, Tim Wilkinson
- Summit, Nueva Jersey: Stewart Hagestad (a), Calum Hill, Theo Humphrey (a), Mike Miller (L), Cameron Wilson
- Columbus, Ohio: Aaron Baddeley, Keegan Bradley, Brian Gay, Im Sung-jae, Russell Knox, Shane Lowry, Ryan Lumsden (a,L), Michael Putnam, Patrick Rodgers, Ollie Schniederjans, Adam Scott, Shubhankar Sharma, Harold Varner III, Will Zalatoris
- Springfield, Ohio: David Gazzolo (L), Will Grimmer (a,L), Dylan Meyer (L), Brian Stuard, Timothy Wiseman (a,L)
- Portland, Oregon: Chris Babcock (L), Michael Block (L), Lucas Herbert, Sulman Raza (L)
- Memphis, Tennessee: Eric Axley, Sam Burns, Tyler Duncan, Lanto Griffin, Mackenzie Hughes, Matt Jones, Scott Stallings, Steve Stricker, Braden Thornberry (a), Sebastián Vázquez (L), Aaron Wise
- Richmond, Texas: Philip Barbaree (a), Jacob Bergeron (a), Chris Naegel (L)

(a) denota aficionado
(L) denota jugador avanzado a través de calificación local

## Campeones del pasado en el campo

### Pasaron el corte
| Jugador        | País           | Año(s) en que ganó | R1 | R2 | R3 | R4 | Total | Para par | Terminó |
| -------------- | -------------- | ------------------ | -- | -- | -- | -- | ----- | -------- | ------- |
| Brooks Koepka  | Estados Unidos | 2017               | 75 | 66 | 72 | 68 | 281   | +1       | 1       |
| Dustin Johnson | Estados Unidos | 2016               | 69 | 67 | 77 | 70 | 283   | +3       | 3       |
| Justin Rose    | Inglaterra     | 2013               | 71 | 70 | 73 | 73 | 287   | +7       | T10     |
| Webb Simpson   | Estados Unidos | 2012               | 76 | 71 | 71 | 69 | 287   | +7       | T10     |
| Jim Furyk      | Estados Unidos | 2003               | 73 | 71 | 72 | 80 | 296   | +16      | T48     |

### No pasaron el corte
| Jugador         | País              | Año(s) en que ganó | R1 | R2 | Total | Para par |
| --------------- | ----------------- | ------------------ | -- | -- | ----- | -------- |
| Jordan Spieth   | Estados Unidos    | 2015               | 78 | 71 | 149   | +9       |
| Graeme McDowell | Irlanda del Norte | 2010               | 79 | 70 | 149   | +9       |
| Lucas Glover    | Estados Unidos    | 2009               | 77 | 72 | 149   | +9       |
| Rory McIlroy    | Irlanda del Norte | 2011               | 80 | 70 | 150   | +10      |
| Tiger Woods     | Estados Unidos    | 2000, 2002, 2008   | 78 | 72 | 150   | +10      |
| Ernie Els       | Sudáfrica         | 1994, 1997         | 78 | 79 | 157   | +17      |
| Martin Kaymer   | Alemania          | 2014               | 83 | 75 | 158   | +18      |

## Nacionalidades en el campo
| Norte América (88)  | Sur América (3) | Europa (35)           | Oceanía (11)      | Asia (13) | África (6)    |
| ------------------- | --------------- | --------------------- | ----------------- | --------- | ------------- |
| Canadá (3)          | Argentina (1)   | Inglaterra (17)       | Australia (9)     | China (2) | Sudáfrica (6) |
| Costa Rica (1)      | Colombia (1)    | Irlanda del Norte (2) | Nueva Zelanda (2) | India (1) |               |
| México (1)          | Venezuela (1)   | Escocia (4)           |                   | Japón (4) |               |
| Estados Unidos (83) |                 | Irlanda (1)           | Corea del Sur (4) |           |               |
|                     | Dinamarca (1)   | China Taipéi (1)      |                   |           |               |
| Francia (2)         | Tailandia (1)   |                       |                   |           |               |
| Alemania (1)        |                 |                       |                   |           |               |
| Italia (1)          |                 |                       |                   |           |               |
| Noruega (1)         |                 |                       |                   |           |               |
| España (3)          |                 |                       |                   |           |               |
| Suecia (2)          |                 |                       |                   |           |               |

## Resúmenes de ronda

### Primera ronda
Jueves, 14 de junio de 2018
Las condiciones eran extremadamente difíciles con mucho viento todo el día con cielos soleados, lo que hacía que el rumbo fuera firme y rápido. Solo cuatro jugadores fueron iguales, incluido Dustin Johnson, uno de los favoritos del torneo. El promedio de puntuación para la ronda fue de 76.47.
| #  | Jugador            | País           | Puntuación | Para par |
| -- | ------------------ | -------------- | ---------- | -------- |
| T1 | Russell Henley     | Estados Unidos | 69         | −1       |
| T1 | Dustin Johnson     | Estados Unidos | 69         | −1       |
| T1 | Scott Piercy       | Estados Unidos | 69         | −1       |
| T1 | Ian Poulter        | Inglaterra     | 69         | −1       |
| 5  | Jason Dufner       | Estados Unidos | 70         | E        |
| T6 | An Byeong-hun      | Corea del Sur  | 71         | +1       |
| T6 | Sam Burns          | Estados Unidos | 71         | +1       |
| T6 | Charley Hoffman    | Estados Unidos | 71         | +1       |
| T6 | Charles Howell III | Estados Unidos | 71         | +1       |
| T6 | Matthieu Pavon     | Francia        | 71         | +1       |
| T6 | Justin Rose        | Inglaterra     | 71         | +1       |
| T6 | Henrik Stenson     | Suecia         | 71         | +1       |

### Segunda ronda
Viernes, 15 de junio de 2018
| #  | Jugador         | País           | Puntuación | Para par |
| -- | --------------- | -------------- | ---------- | -------- |
| 1  | Dustin Johnson  | Estados Unidos | 69-67=136  | −4       |
| T2 | Charley Hoffman | Estados Unidos | 71-69=140  | E        |
| T2 | Scott Piercy    | Estados Unidos | 69-71=140  | E        |
| T4 | Tommy Fleetwood | Inglaterra     | 75-66=141  | +1       |
| T4 | Henrik Stenson  | Suecia         | 71-70=141  | +1       |
| T4 | Justin Rose     | Inglaterra     | 71-70=141  | +1       |
| T4 | Brooks Koepka   | Estados Unidos | 75-66=141  | +1       |
| T4 | Ian Poulter     | Inglaterra     | 69-72=141  | +1       |
| T9 | Rickie Fowler   | Estados Unidos | 73-69=142  | +2       |
| T9 | Russell Henley  | Estados Unidos | 69-73=142  | +2       |

### Tercera ronda
Sábado, 16 de junio de 2018
El líder de la segunda ronda, Dustin Johnson hizo un total de siete sobre el par 77 para caer y quedar empate con cuatro jugadores Daniel Berger, Tony Finau y el campeón defensor Brooks Koepka. Johnson hizo doble bogey el par 3 y se fue a seis en la tabla. Hizo su único birdie de la ronda en el undécimo para volver a la cima de la tabla de posiciones. Berger y Finau comenzaron la ronda en el lugar 45 y 11 golpes detrás, pero cada uno tiro 66 (-4) para la ronda baja del día.
Las condiciones de puntuación se volvieron más difíciles a medida que avanzaba el día. Los dos más de 72 de Koepka fue el puntaje más bajo entre los cuatro grupos finales. Sólo se registraron tres rondas en los años 60, dos de ellas por Berger y Finau. El promedio de puntuación para la ronda fue de 75.3.
Phil Mickelson sufrió una penalización con dos tiro en el hoyo 13, cuando golpeó su bola mientras todavía estaba en movimiento. Terminó tirando 81 (+11), igualando su puntaje más alto en el Abierto de Estados Unidos.
| #   | Jugador              | País           | Puntuación   | Para par |
| --- | -------------------- | -------------- | ------------ | -------- |
| T1  | Daniel Berger        | Estados Unidos | 76-71-66=213 | +3       |
| T1  | Tony Finau           | Estados Unidos | 75-72-66=213 | +3       |
| T1  | Dustin Johnson       | Estados Unidos | 69-67-77=213 | +3       |
| T1  | Brooks Koepka        | Estados Unidos | 75-66-72=213 | +3       |
| 5   | Justin Rose          | Inglaterra     | 71-70-73=214 | +4       |
| 6   | Henrik Stenson       | Suecia         | 71-70-74=215 | +5       |
| T7  | Kiradech Aphibarnrat | Tailandia      | 76-72-68=216 | +6       |
| T7  | Jim Furyk            | Estados Unidos | 73-71-72=216 | +6       |
| T7  | Patrick Reed         | Estados Unidos | 73-72-71=216 | +6       |
| T10 | Brian Gay            | Estados Unidos | 73-74-70=217 | +7       |
| T10 | Branden Grace        | Sudáfrica      | 76-69-72=217 | +7       |
| T10 | Tyrrell Hatton       | Inglaterra     | 75-70-72=217 | +7       |
| T10 | Charley Hoffman      | Estados Unidos | 71-69-77=217 | +7       |
| T10 | Dylan Meyer          | Estados Unidos | 77-69-71=217 | +7       |
| T10 | Ian Poulter          | Inglaterra     | 69-72-76=217 | +7       |

Domingo, 17 de junio de 2018
| #   | Jugador           | País           | Puntuación      | Para par | Dinero $  |
| --- | ----------------- | -------------- | --------------- | -------- | --------- |
| 1   | Brooks Koepka     | Estados Unidos | 75-66-72-68=281 | +1       | 2,160,000 |
| 2   | Tommy Fleetwood   | Inglaterra     | 75-66-78-63=282 | +2       | 1,296,000 |
| 3   | Dustin Johnson    | Estados Unidos | 69-67-77-70=283 | +3       | 812,927   |
| 4   | Patrick Reed      | Estados Unidos | 73-72-71-68=284 | +4       | 569,884   |
| 5   | Tony Finau        | Estados Unidos | 75-72-66-72=285 | +5       | 474,659   |
| T6  | Daniel Berger     | Estados Unidos | 76-71-66-73=286 | +6       | 361,923   |
| T6  | Tyrrell Hatton    | Inglaterra     | 75-70-72-69=286 | +6       | 361,923   |
| T6  | Xander Schauffele | Estados Unidos | 72-74-72-68=286 | +6       | 361,923   |
| T6  | Henrik Stenson    | Suecia         | 71-70-74-71=286 | +6       | 361,923   |
| T10 | Justin Rose       | Inglaterra     | 71-70-73-73=287 | +7       | 270,151   |
| T10 | Webb Simpson      | Estados Unidos | 76-71-71-69=287 | +7       | 270,151   |